# Попов, Николай Федотович
Никола́й Федо́тович Попо́в (24 декабря 1922, Оренбург, РСФСР, СССР — 19 марта 1991, Йошкар-Ола, Марийская ССР, РСФСР, СССР) ― советский военный и административный деятель. Министр внутренних дел Марийской АССР (1961―1984), генерал-майор милиции (1973). Участник Великой Отечественной войны, участник парада 7 ноября 1941 года на Красной площади в Москве. Член ВКП(б).

## Биография
Родился 24 декабря 1922 года в Оренбурге в семье рабочего-железнодорожника.
В 1941 году призван в Красную армию. Участник Великой Отечественной войны: связист, с 1944 года ― оперуполномоченный органов внутренних дел Тернопольской, Оренбургской и Томской областей. Участник парада 7 ноября 1941 года на Красной площади в Москве. Участник обороны Москвы. Войну закончил в Западной Украине, сражаясь в войсках особого назначения с бандеровцами.
В 1956 году окончил Высшую школу МВД СССР.
В 1957―1961 годах ― заместитель начальника УВД Томской области.
В 1961―1984 годах ― министр внутренних дел Марийской АССР. При нём заметно активизировалась борьба с преступностью, сам Н. Ф. Попов принимал непосредственное участие в раскрытии особо тяжких преступлений. Большое внимание уделял и качественному составу кадров. В 1973 году ему присвоено звание генерал-майора милиции.
В 1967―1985 годах избирался депутатом Верховного Совета Марийской АССР 7―10-го созыва.
В 1977 году стал одним из составителей сборника статей и очерков «Люди мужества».
Награждён орденами Трудового Красного Знамени, «Знак Почёта», Красной Звезды и медалями, в том числе медалью «За боевые заслуги».
Скончался 19 марта 1991 года в Йошкар-Оле.

## Награды
- Орден Трудового Красного Знамени (1981)[1][2]
- Орден «Знак Почёта» (1971)[1][2]
- Орден Красной Звезды (1967)[4]
- Медаль «За боевые заслуги» (1952)[4]
- Медаль «За победу над Германией в Великой Отечественной войне 1941—1945 гг.» (09.05.1945)[4]
- Юбилейная медаль «За доблестный труд. В ознаменование 100-летия со дня рождения Владимира Ильича Ленина» (1970)
- Почётная грамота Президиума Верховного Совета Марийской АССР (1967, 1972, 1982)[1][2]

## Память
- 6 мая 2025 года в г. Йошкар-Оле на доме № 131 по улице Волкова, где долгие годы жил министр МВД Марийской АССР Н. Ф. Попов, была торжественно открыта мемориальная доска. В открытии приняли участие Глава Республики Марий Эл Ю. В. Зайцев, члены Правительства республики, администрации города, министр внутренних дел по республике генерал-майор полиции А. Вырвич, личный состав органов внутренних дел, ветераны ведомства, члены Общественного совета при МВД, учащиеся кадетских, юнармейских классов и родственники Н. Попова[9].
- В память о министре-фронтовике Советом ветеранов ОВД и Внутренних Войск МВД Марий Эл была учреждена премия имени Н. Ф. Попова, которая вручается лучшим представителям молодого поколения защитников правопорядка[5].
- В декабре в Йошкар-Оле памяти министра МВД, генерал-майора Н. Ф. Попова проводится республиканский турнир по волейболу[10].